# Pere Porter
Pere Porter és un personatge de la Catalunya del segle XVI-XVII que apareix com a protagonista d'una novel·la moral d'autor desconegut que porta per títol Cas raro d'un home anomenat Pere Portes, de la qual es van començar a distribuir còpies a partir del segle xvii. La novel·la s'insereix en la tradició de l'escatologia medieval que tracta de les relacions dels vius amb el més enllà, així com dels efectes beneficiosos que aquesta relació té sobre la vida de les persones.

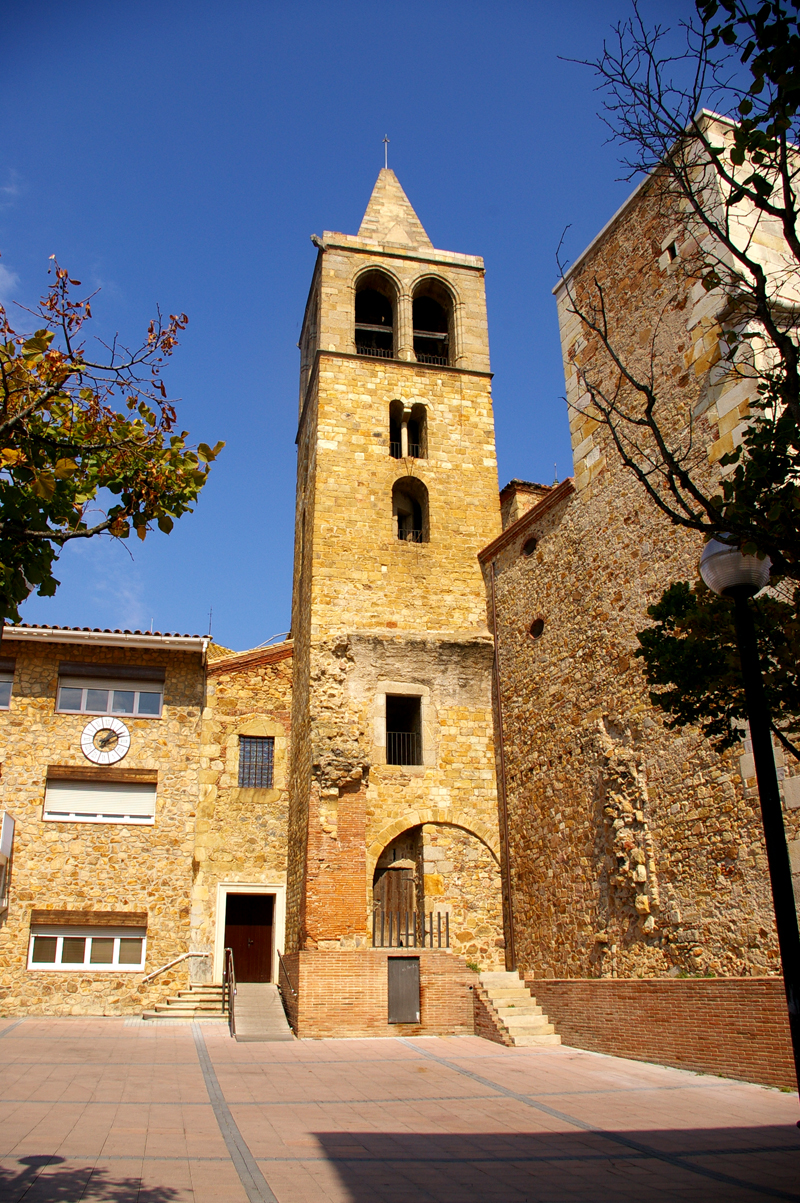
Campanar de l'Església de Sant Esteve a Tordera

## Circumstàncies vitals i familiars
Pere Porter (també anomenat Portes, Portés o Botero) va ser fill d'una família de pagesos de Tordera. Va néixer l'any 1571 al veïnat de Gasolves (avui Sant Daniel) i va morir en data desconeguda, però es té constància que va ser després de l'any 1636. En vida, va ser paborde de l'Hospital de Pobres i membre del Consell de la Universitat de la vila de Tordera.
La família de Pere Porter passà, durant els segles XVI-XVII, per un període d'endeutament creixent. El seu pare, en una ocasió, hagué de comprar blat a un tal Just, de Tordera, que li deixà els diners que més endavant la família es va comprometre a tornar. El pare va pagar el deute, però el notari Gelmar Bonsoms, amb qui havia tingut desavinences, no en va deixar constància. Per això la justícia, anys a venir, va reclamar el deute a Pere Porter.

## Narració
Explica la història que Pere Porter va marxar, trist, cap a Maçanet de la Selva, on tenia la possibilitat de cobrar uns deutes que li havien de permetre el pagament de la injustícia. De camí, en passar per l'estany de Sils, va trobar un diable que el va acompanyar fins a l'infern (on va trobar el notari Gelmar Bonsoms, juntament amb altres coneguts de l'època, com ara aquell tal Just que havia venut el blat al seu pare). A l'infern va descobrir també l'amagatall on hi havia el registre del pagament del deute.

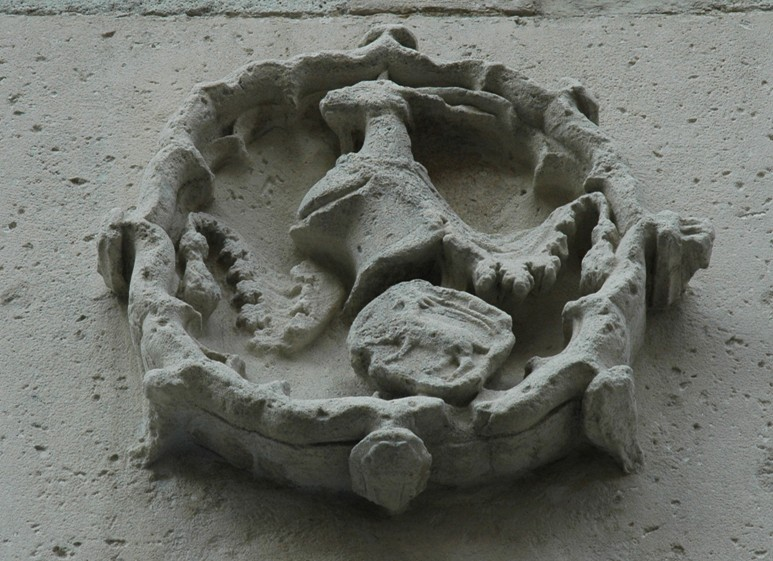
Escut dels Cabrera a la font gòtica de Blanes

## Localització de la història
El gruix de la història té lloc al vescomtat de Cabrera, tot i que la sortida de l'infern es produeix per Sagunt. L'indret més emblemàtic de la narració, però, és l'estany de Sils. I, malgrat que des de l'edat mitjana s'havien portat a terme diversos intents de dessecació, a l'època de Pere Porter l'estany gaudia de la seva màxima extensió històrica. Aquest fet representava un greu problema tant per a la salut dels habitants de la rodalia com per a les comunicacions i l'economia de la zona.
Per altra banda, l'existència d'aigües estancades, els xiscles dels ocells que hi vivien o hi passaven i la boira que sovint dominava l'ambient convertien l'espai en un lloc misteriós molt propici per a l'aparició de llegendes.

## Tradició de la porta de l'infern
La tradició de situar la porta de l'infern a l'estany de Sils s'explica a partir d'una discussió entre el diable i Sant Martí, que es barallaven per veure qui seria capaç de fer el salt més llarg. Per comprovar-ho, es llançaren des del Montseny. El diable va caure a l'estany de Sils i hi obrí l'esvoranc per on es pot arribar a l'infern. Sant Martí, en canvi, va caure a l'altra banda de l'estany i deixà la seva petja marcada en una roca.

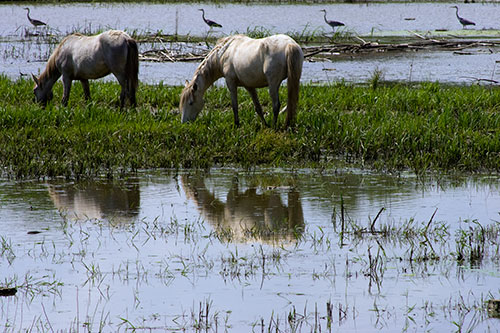
Estany de Sils

## Context social de l'època
L'autor de la història la farceix de noms de personatges reals, com ara Pere Porter o Gelmar Bonsoms, a través dels quals es mostra un ambient de corrupció força generalitzada. En aquells anys la justícia tenia mala fama perquè permetia que els escanyapobres s'aprofitessin de la gent i s'enriquissin a base d'enganys i prevaricacions. Per tant, l'autor anònim va escriure el llibre amb una voluntat moralitzadora: denunciar la roïnesa d'alguns personatges corruptes relacionats amb la justícia, fer creure en el més enllà i fer veure que tothom tenia el càstig que es mereixia.